# ミストスピリット―霧のうつし身―
『ミストスピリット―霧のうつし身―』（ミストスピリット きりのうつしみ）は、ブランドン・サンダースン著のファンタジー小説。
ミストボーンシリーズの第二部であり、日本では前作に引き続き早川書房（ハヤカワ文庫FT）より三分冊が刊行された。

## あらすじ
支配王がヴィンによって倒された〈終の帝国〉は、各地で地方軍閥と化した貴族たちが争い、スカーの反乱、尋問官や獣人軍が跳梁跋扈する混沌状態にあった。ケルシャー盗賊団がいる中央領ではエレンドが王となり議会政治を行なうがうまく機能せず、そのうえ首都ルサデルへむけて四方から貴族の大軍が迫る。一方、セイズドは〈たもちびと〉本来の仕事を果たすために地方に出ていたが霧が人を襲うという今までありえなかったことが起きていることを知る。

## 登場人物
ヴィン
主人公。強力な〈霧の落とし子〉。ルサデルのスカーから崇拝されている。
エレンド・ヴェンチャー
中央領の王。ヴィンの恋人。正直で善良だが指導者としての力量に欠ける。
ストラフ・ヴェンチャー
東方領の王。エレンドの父。冷酷な野心家。大軍を率いてルサデルを包囲する。
アシュウェザー・セト
北方領の王。大軍を率いてルサデルを包囲する。貴族とは思えぬほど粗野で大胆不敵。
ティンドウィル
テリス族の女。〈たもちびと〉。エレンドを王として教育する。
オレ＝スール
ヴィンに仕えるカンドラ。
ジャステス・レカル
エレンドの旧友の青年貴族。獣人軍を率いてルサデルを包囲する。精神的に不安定。
ゼイン
ストラフの隠し子でエレンドの異母兄。〈霧の落とし子〉。狂気に陥っている。
マーシュ
尋問官。ケルシャーの兄
セイズド
テリス族の男。〈たもちびと〉。誠実で聡明。

## 書籍情報
- 『(1) 遺されし力』
- 『(2) 試されし王』
- 『(3) 秘められし言葉』